# Datana chiriquensis
Datana chiriquensis är en fjärilsart som beskrevs av Dyar 1895. Datana chiriquensis ingår i släktet Datana och familjen tandspinnare. Inga underarter finns listade i Catalogue of Life.